# Дальгонин, Илья
Илья Дальгонин (настоящие имя и фамилия Израиль-Лемех Янкелевич Шатенштейн, впоследствии Илья Яковлевич Шатенштейн; 1891, Москва — 1973, там же) — русский поэт «Серебряного века».

## Биография
Родился в Москве, в многодетной семье портного Янкеля Боруховича Шатенштейна и его жены Шейны. К 1895 году семья жила в Кишинёве, где родился его младший брат Гилель (1895). Окончил Кишинёвскую мужскую гимназию в 1909 году с серебряной медалью. В 1910 году был принят на естественное отделение физико-математического факультета Новороссийского университета, в 1912 году перевёлся на юридический факультет. Закончив восемь семестров в 1916 году, вернулся в Кишинёв, продолжив обучение заочно; в 1918 году сдал государственные экзамены.
В 1914 году дебютировал стихотворением «Ваше сердце ко мне приближается…» в киевском журнале «Музы». Двенадцать стихотворений Ильи Дальгонина были опубликованы в коллективных сборниках одесских литераторов Петра Сторицына (Когана) (1877—1942), Эдуарда Баргицкого, Якова Гольденберга, Анатолия Фиолетова, Георгия Цагарели, Семёна Кесельмана, Исидора Бобовича (1895—1979), Леопольда Канеля — «Шёлковые фонари» (1914) и «Серебряные трубы» (1915), с иллюстрациями Сандро Фазини. С участниками сборников И. Я. Шатенштейн был знаком по Новороссийскому университету, за исключением Леопольда Канеля — соученика по кишинёвской гимназии.
Стихотворения Ильи Дальгонина были включены в антологии «Сонет серебряного века: Русский сонет конца XIX — начала XX века» (М.: Правда, 1990) и «Русские сонеты» (Ростов-на-Дону: Феникс, 1996).
После 1918 года жил в Новороссийске, работал народным судьёй и юрисконсультом. В 1969 году переехал в Москву, где после многолетнего перерыва вновь начал писать стихи.

## Семья
- Брат — Исаак Яковлевич Шатенштейн (1901, Кишинёв — 1988, там же), портной. Сестра — Лия Яковлевна Равич (1889—?), пианистка[6], была замужем за инженером-химиком Давидом Моисеевичем Равичем (1894, Оргеев — ?), оставившим воспоминания о И. Э. Якире[7]; её дочь — литератор Рената Давыдовна Равич (род. 1936), автор книг по натуропатии[8].
- Жена — Людмила Ильинична Шатенштейн, врач. Сын Борис погиб на фронте.

## Публикации
- Шёлковые фонари: Стихи Исидора Бобовича, Якова Гольденберга, Ильи Дальгонина, Леопольда Канеля, Семёна Кесельмана, Георгия Цагарели. Одесса: Типография «Спорт и наука», 1914. — 32 с.
- Серебряные трубы. Стихи Эдуарда Багрицкого, Исидора Бобовича, Яков Галицкого, Якова Галицкого, Петра Сторицына, Анатолия Фиолетова, Георгия Цагарели. Одесса: Типография «Спорт и наука», 1915. — 64 с.